# Équipe du Tadjikistan de football
Cet article traite de l'équipe masculine. Pour l'équipe féminine, voir Équipe du Tadjikistan féminine de football.
Maillots
Actualités
L'équipe du Tadjikistan de football (persan : تیم ملی فوتبال تاجیکستان) est une sélection des meilleurs joueurs tadjiks sous l'égide de la Fédération du Tadjikistan de football.

## Histoire
L'équipe et la fédération tadjiks ont été créées en 1992 à la suite de la séparation de l'Union soviétique. Le premier match de la sélection tadjik a eu lieu le 17 juin 1992 face à l'Ouzbékistan.
L'équipe n'a pas participé aux qualifications d'une Coupe du monde avant celle de 1998 en France. Après 4 victoires dans son groupe, le Tadjikistan est éliminé par la Chine.
L'équipe a remporté son premier titre international, l'AFC Challenge Cup de 2006, en battant le Sri Lanka 4-0 à Dacca.
Le Tadjikistan, qui ne s'est jusqu'alors jamais qualifié pour une phase finale de Coupe d'Asie des nations, passe tout près d'une qualification historique pour le dernier tour qualificatif d'une phase finale de Coupe du monde lors du 2e tour qualificatif à la Coupe du monde 2022, les Centrasiatiques ayant terminé à la 2e place de leur groupe avec un bilan de 4 victoires, un nul et 3 défaites, mais échoué à faire partie des 5 meilleurs 2e au profit du Liban à la différence de buts.
Après avoir échoué à obtenir une place directe pour la Coupe d'Asie des nations 2023, le Tadjikistan a engagé l'entraîneur germano-croate Petar Šegrt (en). Le Tadjikistan a participé aux qualifications pour la Coupe d'Asie des nations 2023, rejoignant ses rivaux habituels, la Birmanie et le Kirghizistan, qui étaient dans le même groupe que lui lors du 2e tour qualificatif à la Coupe du monde 2022, ainsi qu'une autre nation d'Asie du Sud-Est, Singapour. En raison de la pandémie de Covid-19, le troisième tour ne s'est joué que dans un format de groupe à un tour avec un hôte centralisé. Le groupe du Tadjikistan a vu son voisin le Kirghizistan accueillir l'ensemble des rencontres. Le Tadjikistan a su tirer parti de cette proximité géographique et a battu la Birmanie (4-0) et Singapour (1-0), avant de tenir le Kirghizistan voisin en échec (0-0), terminant même en tête de sa poule au détriment des Kirghizes avec le même nombre de points mais une meilleure différence de buts. Le Tadjikistan a ainsi pu se qualifier pour sa toute première Coupe d'Asie des nations en 2023, après avoir échoué lors des cinq tentatives précédentes.
Le Tadjikistan est éliminé en phase de poules de la première édition de la Coupe d'Asie centrale des nations de football en juin 2023.
Lors de la Coupe d'Asie de l'AFC 2023, le Tadjikistan a atteint les quarts de finale pour la première fois de son histoire, après s'être incliné 1-0 face au futur finaliste, la Jordanie, en raison d'un but contre son camp de Vahdat Hanonov à la 66e minute. Son sélectionneur, Petar Šegrt (en), quitte son poste à l'issue de ce parcours épique du fait de l'expiration de son contrat et est remplacé par son adjoint Gela Shekiladze.

## Classement FIFA
| Année              | 1994 | 1995 | 1996 | 1997 | 1998 | 1999 | 2000 | 2001 | 2002 | 2003 | 2004 | 2005 | 2006 | 2007 | 2008 | 2009 | 2010 | 2011 | 2012 | 2013 | 2014 | 2015 | 2016 | 2017 | 2018 | 2019 | 2020 | 2021 | 2022 | 2023 | 2024 |
| ------------------ | ---- | ---- | ---- | ---- | ---- | ---- | ---- | ---- | ---- | ---- | ---- | ---- | ---- | ---- | ---- | ---- | ---- | ---- | ---- | ---- | ---- | ---- | ---- | ---- | ---- | ---- | ---- | ---- | ---- | ---- | ---- |
| Classement mondial | 155  | 164  | 163  | 118  | 120  | 119  | 134  | 154  | 168  | 137  | 136  | 141  | 124  | 137  | 146  | 165  | 145  | 139  | 136  | 114  | 135  | 148  | 129  | 126  | 120  | 121  | 121  | 116  | 108  | 106  | 104  |

## Palmarès

### Parcours enCoupe du monde
| Année | Position                      |      | Année                         | Position |                   | Année | Position |
| 1930  | Membre de l' Union soviétique | 1974 | Membre de l' Union soviétique | 2010     | Tour préliminaire |       |          |
| 1934  | Membre de l' Union soviétique | 1978 | Membre de l' Union soviétique | 2014     | Tour préliminaire |       |          |
| 1938  | Membre de l' Union soviétique | 1982 | Membre de l' Union soviétique | 2018     | Tour préliminaire |       |          |
| 1950  | Membre de l' Union soviétique | 1986 | Membre de l' Union soviétique | 2022     | Tour préliminaire |       |          |
| 1954  | Membre de l' Union soviétique | 1990 | Membre de l' Union soviétique | 2026     | Tour préliminaire |       |          |
| 1958  | Membre de l' Union soviétique | 1994 | Non inscrite                  | 2030     | À venir           |       |          |
| 1962  | Membre de l' Union soviétique | 1998 | Tour préliminaire             | 2034     | À venir           |       |          |
| 1966  | Membre de l' Union soviétique | 2002 | Tour préliminaire             |          |                   |       |          |
| 1970  | Membre de l' Union soviétique | 2006 | Tour préliminaire             |          |                   |       |          |

### Parcours enCoupe d'Asie
| Année | Position                      |      | Année                         | Position |                        | Année | Position |
| 1956  | Membre de l' Union soviétique | 1984 | Membre de l' Union soviétique | 2011     | Tour préliminaire      |       |          |
| 1960  | Membre de l' Union soviétique | 1988 | Membre de l' Union soviétique | 2015     | Tour préliminaire      |       |          |
| 1964  | Membre de l' Union soviétique | 1992 | Membre de l' Union soviétique | 2019     | Tour préliminaire      |       |          |
| 1968  | Membre de l' Union soviétique | 1996 | Tour préliminaire             | 2023     | Quart de finale        |       |          |
| 1972  | Membre de l' Union soviétique | 2000 | Tour préliminaire             | 2027     | Éliminatoires en cours |       |          |
| 1976  | Membre de l' Union soviétique | 2004 | Tour préliminaire             |          |                        |       |          |
| 1980  | Membre de l' Union soviétique | 2007 | Tour préliminaire             |          |                        |       |          |

## Sélectionneurs
Ce tableau relaie les différents sélectionneurs en poste de 1992 à aujourd'hui.
Mis à jour le 11 septembre 2013.
| Sélectionneur            | Période   | Matchs | Gagnés | Nuls | Perdus | Gagnés % |
| ------------------------ | --------- | ------ | ------ | ---- | ------ | -------- |
| Sharif Nazarov           | 1992-1994 |        |        |      |        |          |
| Vladimir Gulyamkhaydarov | 1994-1995 |        |        |      |        |          |
| Abdulla Muradov          | 1996      |        |        |      |        |          |
| Sharif Nazarov           | 2003      | 9      | 4      | 2    | 2      | 45       |
| Zoir Babaev              | 2004      | 6      | 2      | 1    | 3      | 34       |
| Sharif Nazarov           | 2004-2006 | 11     | 6      | 2    | 3      | 55       |
| Makhmadjon Khabibulloev  | 2007      | 7      | 1      | 3    | 3      | 14       |
| Pulod Kodirov            | 2008-2011 | 17     | 10     | 4    | 3      | 59       |
| Alimzhon Rafikov         | 2011-2012 | 5      | 0      | 0    | 5      | 0        |
| Kemal Alispahić          | 2012      | 4      | 1      | 1    | 2      | 25       |
| Nikola Kavazović         | 2012-2013 | 5      | 3      | 0    | 2      | 60       |
| Mubin Ergashev           | 2013      | 1      | 1      | 0    | 0      | 100      |
| Mukhsin Mukhamadiev      | 2013-     | 1      | 1      | 0    | 0      | 100      |